# Félix Pyat
Félix Pyat (4 de octubre de 1810 – 3 de agosto de 1889) fue un periodista francés socialista.
Nació en Vierzon (Cher), siendo hijo de un abogado legitimista. Comienza a ejercer como periodista colaborando con Le Figaro, Le Charivari y en la Revue démocratique. También escribió algunas obras teatrales, que luego serían interpretadas por Frédérick Lemaître, actor conocido en la época.
La revolución de 1848 lo lanzó a la arena política. Fue comisionado del departamento de Cher, y fue elegido como diputado a la asamblea constituyente y la legislatura en 1849. Tras el asesinato del periodista Victor Noir convocó a un levantamiento y debió exiliarse, siendo condenado en rebeldía. De regreso a París, fundó el periódico Le Combat y el 8 de febrero de 1871 fue elegido miembro de la Asamblea Nacional , pero renunció el 3 de marzo en protesta por la aprobación de la paz preliminar con Alemania.
Fue elegido diputado en 1888.